# Beloit (Kansas)
Beloit es una ciudad ubicada en el condado de Mitchell en el estado estadounidense de Kansas. En el año 2010 tenía una población de 3835 habitantes y una densidad poblacional de 368,75 personas por km².

## Geografía
Beloit se encuentra ubicada en las coordenadas 39°27′46″N 98°6′34″O / 39.46278, -98.10944 (39.462700, -98.109531).

## Demografía
Según la Oficina del Censo en 2000 los ingresos medios por hogar en la localidad eran de $33,227 y los ingresos medios por familia eran $43,030. Los hombres tenían unos ingresos medios de $26,099 frente a los $20,694 para las mujeres. La renta per cápita para la localidad era de $17,713. Alrededor del 8.9% de la población estaban por debajo del umbral de pobreza.